# Euphorbia helioscopia
L'euforbia calenzuola (Euphorbia helioscopia L., 1753) è una pianta erbacea e annuale, appartenente alla famiglia delle Euforbiacee.

## Etimologia
Il suo epiteto specifico (helioscopia) deriva da due parole greche ”helios” (= sole) e  ”skopein” (= guardare) perché le sue infiorescenze si volgono sempre verso il sole come i girasoli.
In tedesco questa pianta si chiama: Sonnenwend-Wolfsmilch; in francese si chiama: Euphorbe réveille-matin; in inglese si chiama: Sun Spurge.

## Descrizione

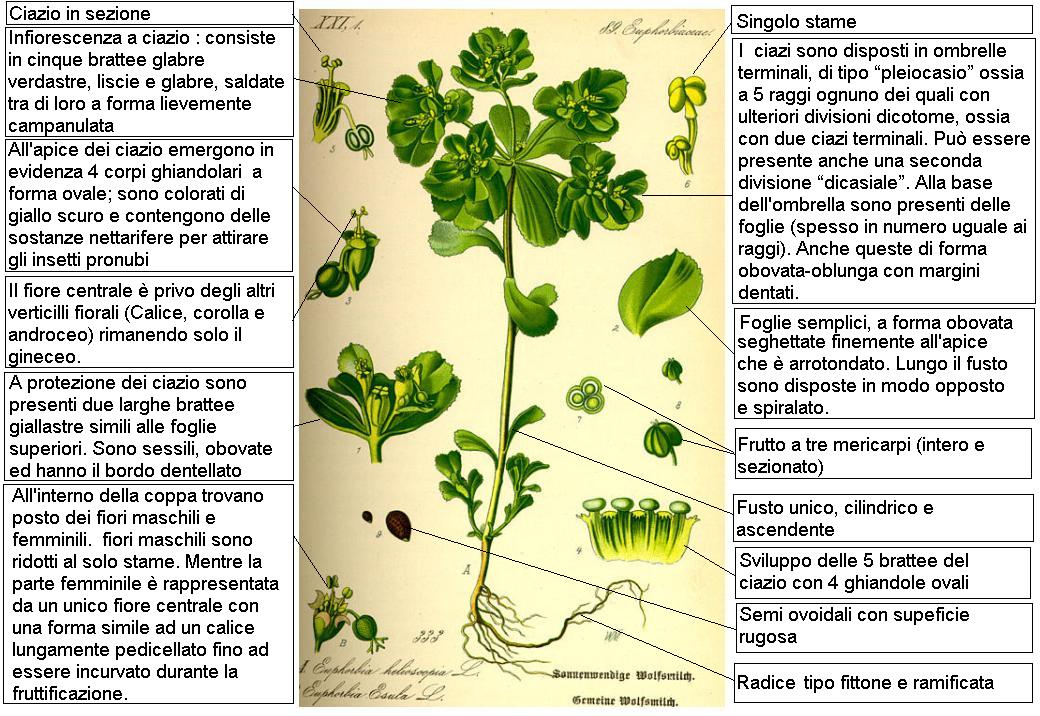
Descrizione delle parti della pianta

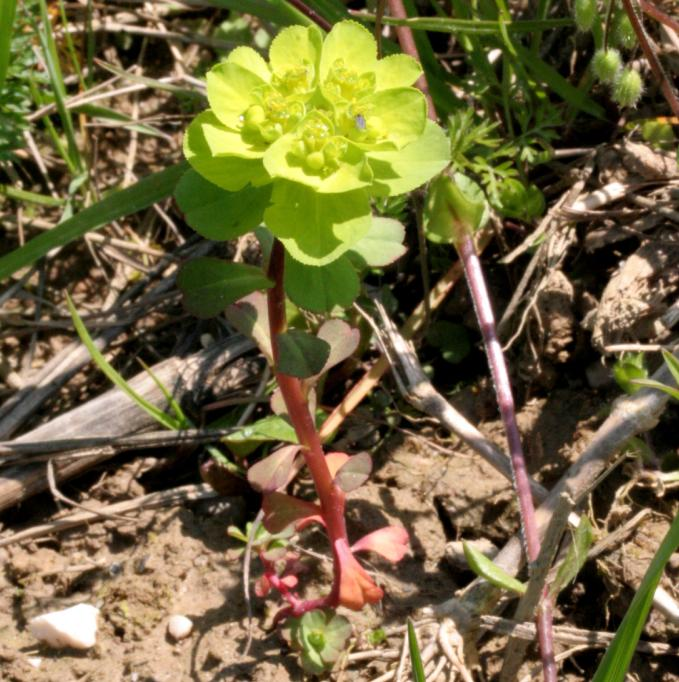
Il portamento
Località: Val Belluna (BL), 350 m s.l.m. - 30/03/2008

L'”Euforbia calenzuola” è alta circa 10 – 40 cm. Tutta la pianta è glabra. La forma biologica è terofita scaposa (T scap), ossia sono piante erbacee che differiscono dalle altre forme biologiche poiché, essendo annuali, superano la stagione avversa sotto forma di seme e sono munite di asse fiorale eretto con poche foglie.

### Radici
La radice è di tipo fibroso (o fittone) e ramificata. Dimensione delle radici: diametro 3 - 5 mm; lunghezza 7 – 10 cm.

### Fusto
Il fusto è unico, cilindrico e ascendente (dei peli patenti possono essere presenti nella parte alta). Il colore è rossastro. Diametro del fusto: 3 – 7 mm. 

### Foglie
Le foglie sono semplici, hanno una forma obovata o obcuneata (a forma di cucchiaio), e sono seghettate finemente all'apice che è arrotondato. Lungo il fusto sono disposte in modo opposto ma anche spiralato. Dimensioni delle foglie inferiori: 6 – 12 mm; quelle superiori sono grandi il doppio: larghezza 0,5 – 1,5 cm; lunghezza 1 – 3,5 cm.

### Infiorescenza

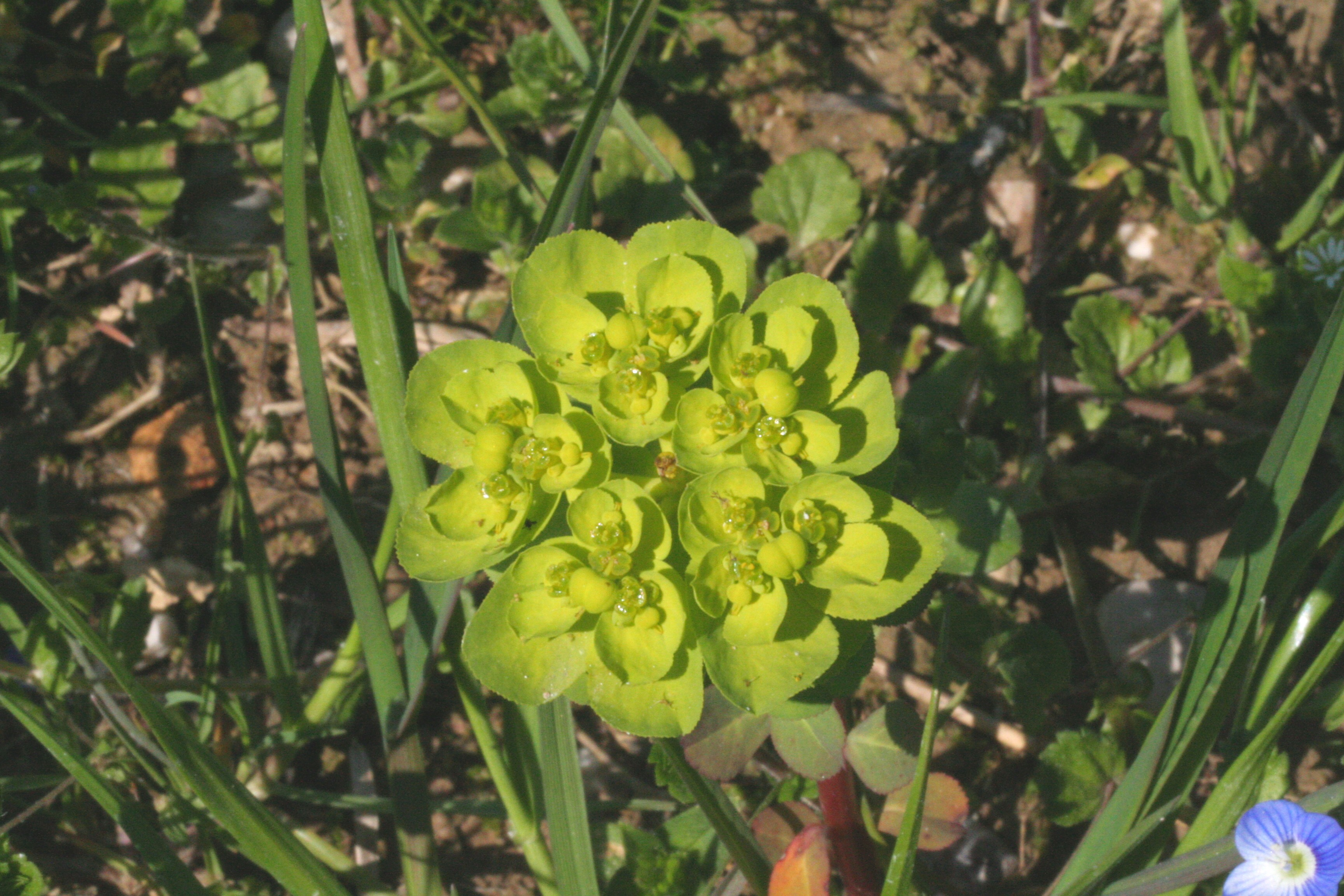
Infiorescenza
Località: Val Belluna (BL), 350 m s.l.m. - 30-03-2008

L'infiorescenza delle “euforbie” e quindi di questa pianta è diversa da quella delle altre Angiosperme e si chiama ciazio (= coppa da spumante), chiamata anche “pseudanzio”. Consiste in cinque brattee glabre verdastre e lisce, saldate a forma lievemente campanulata. La loro funzione è quella di protezione dei fiori interni: per questo motivo una tale struttura viene spesso chiamata involucro similmente all'involucro delle Asteraceae. Queste brattee è quello che rimane del perianzio dei fiori maschili. In quattro insenature, tra le dentellature delle cinque brattee, emergono in evidenza dei corpi ghiandolari (sono generalmente quattro – il quinto è mancante) a forma ovale; sono colorati di giallo scuro e contengono delle sostanze nettarifere per attirare gli insetti pronubi. 

All'interno della coppa trovano posto dei fiori maschili e femminili. In realtà i fiori maschili sono diversi (fino a 5 e più) ma ridotti al solo stame. Mentre la parte femminile è rappresentata da un unico fiore centrale con una forma simile ad un calice lungamente pedicellato fino ad essere incurvato durante la fruttificazione; anche questo fiore è ridotto, cioè privo degli altri verticilli fiorali (calice, corolla e androceo) rimanendo solo il gineceo.

I ciazi sono disposti in ombrelle terminali, di tipo “pleiocasio” o “cima multipara” ossia a più di due raggi, in questo caso i raggi normalmente sono 5 (lunghi 2 – 4 cm) ognuno dei quali con ulteriori divisioni dicotome, ossia con due ciazi terminali (= infiorescenza “dicasiale”). Può essere presente anche una seconda divisione “dicasiale”. Alla base dell'ombrella sono presenti delle foglie (spesso in numero uguale ai raggi). Anche queste di forma obovata-oblunga con margini dentati. Mentre a protezione dei ciazi sono presenti due larghe brattee giallastre simili alle foglie superiori. Sono sessili e libere (non sono saldate alla base). Queste brattee sono obovata ed hanno il bordo dentellato come le foglie caulinari con apice arrotondato.

Questa unione di fiori unisessuati può facilmente essere scambiata per un singolo fiore ermafrodita; in effetti questa disposizione in rapporto agli insetti impollinatori differisce molto poco dai normali fiori ermafroditi della altre Angiosperme.. Dimensioni delle foglie dell'ombrella: larghezza 0,8 – 1,4; lunghezza 3 – 4 cm. Dimensione delle brattee triangolari alla base del ciazio: larghezza 15 mm; lunghezza 13 mm. Dimensione dell'involucro: 2 x 2,5 mm.

### Fiore
I fiori sono unisessuali (solo parte maschile e parte femminile) e monoici, ridotti all'essenziale (sono presenti solo gli organi strettamente riproduttori – quindi il perianzio è assente). Diametro dei ciazi: 10 – 20 mm.
- Formula fiorale:

A 1, G (3)  (supero)
- Androceo (o fiore maschile): gli stami sono brevemente pedicellati; la parte superiore di questo pedicello è il filamento staminale: in effetti una strozzatura divide il pedicello dal filamento staminale. In realtà questa struttura (il solo stame) è quello che rimane di un intero fiore.
- Gineceo (o fiore femminile): il fiore femminile è formato da un ovario globoso supero (triloculare) a tre carpelli con ognuno uno stilo e stimma bifido (quindi per un totale di 6 semi-stimmi). Gli stili sono saldati nella parte basale.
- Fioritura: fiorisce da gennaio a settembre inoltrato (nelle isole del sud la fioritura è anticipata a dicembre).
- Impollinazione: tramite insetti.

### Frutti

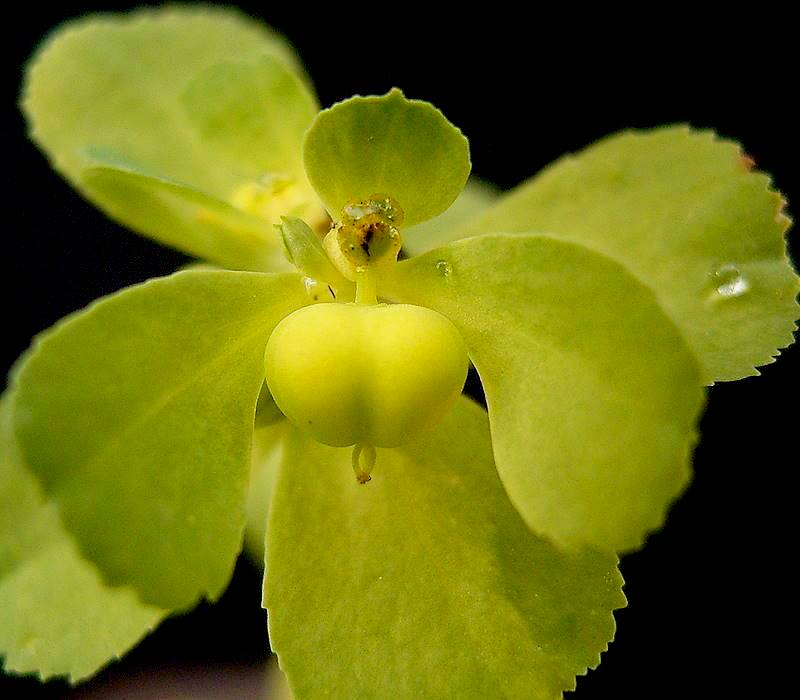
Il frutto

Il frutto è una capsula “tricocca” a tre logge monosperme (a un solo seme) e quindi contenente in totale tre semi. La forma dei semi invece è ovoidale e “caruncolata” (con protuberanze). Queste protuberanze emergenti derivano direttamente dall'ovulo nel quale inizialmente erano delle escrescenze del tessuto della placenta utilizzate durante la fecondazione da parte del polline. La disseminazione avviene per esplosione della capsula . La superficie delle capsula è liscia, mentre i semi sono irregolarmente rugosi. L'endosperma è abbondante e i cotiledoni sono grandi. Dimensione della capsula: 3 mm; dimensione dei semi: 2 mm.

## Distribuzione e habitat
- Geoelemento: il tipo corologico (area di origine) è Cosmopolita, o più precisamente Eurasiatico.
- Distribuzione: è comune su tutto il territorio. Anche sulle Alpi è presente ovunque. Sui rilievi e nelle pianure europee è altrettanto comune (escluse le Alpi Dinariche). È comune anche in Asia.
- Habitat: è considerata pianta infestante ed è comune nei campi coltivati (e incolti) ma anche nei giardini ed orti di città ed in tutti gli ambienti rurali. Il substrato preferito è sia calcareo che calcareo-siliceo con pH neutro, alti valori nutrizionali del terreno che deve essere mediamente umido.
- Distribuzione altitudinale: sui rilievi queste piante si possono trovare fino a 1200 m s.l.m. (massimo 1800 m s.l.m.); frequentano quindi i seguenti piani vegetazionali: collinare, montano e in parte quello subalpino.

## Fitosociologia
Dal punto di vista fitosociologico la specie di questa scheda appartiene alla seguente comunità vegetale:
Formazione : delle comunità terofiche pioniere nitrofile
Classe : Stellarietea mediae
Ordine : Papaveretalia rhoeadis

## Tassonomia
La famiglia di appartenenza dell'“Euforbia calenzuola” (Euphorbiaceae) è un gruppo vegetale abbastanza numeroso organizzato in 303 generi per un totale di circa 6700 specie.
 Il genere di appartenenza (Euphorbia) è molto numeroso e comprende circa 2100 specie, diffuse soprattutto nelle regioni tropicali e subtropicali dell'Africa e dell'America, ma anche nelle zone temperate di tutto il mondo. Una ottantina di queste specie sono proprie della flora italiana.
 
Il genere delle "Euphorbie" essendo molto numeroso viene suddiviso in diversi sottogeneri. La pianta di questa scheda appartiene al sottogenere Anisophyllum, caratterizzato dall'avere le appendici dell'involucro a coppa di tipo petaloideo ossia colorate come i petali e capaci di secernere del nettare.

### Variabilità
Questa specie è polimorfa nei seguenti caratteri:
- portamento: normalmente è eretto, ma a volte può essere prostrato;
- altezza: si possono avere forme nane;
- fusto: l'arrossamento può essere più o meno evidente;
- foglie e brattee: spesso acquistano un colore giallo chiaro;
- capsule: a maturazione a volte arrossiscono lateralmente.

Nell'elenco che segue sono indicate alcune varietà e sottospecie (l'elenco può non essere completo e alcuni nominativi sono considerati da altri autori dei sinonimi della specie principale o anche di altre specie):
- Euphorbia helioscopia L. fo. litoralis (Hurus.) Oudejans (1993)
- Euphorbia helioscopia L. fo. major (Mutel) Oudejans (1993)
- Euphorbia helioscopia L. proles helioscopioides (Loscos & Pardo) Rouy (1910)
- Euphorbia helioscopia L. subsp. dominii (Röhl.) K. Malý (1908)
- Euphorbia helioscopia L. subsp. helioscopia
- Euphorbia helioscopia L. subsp. helioscopioides (Loscos & Pardo) Nyman (1881)
- Euphorbia helioscopia L. subsp. helioscopioides (Loscos & Pardo) P. Fourn. (1936)
- Euphorbia helioscopia L. subsp. hiemalis Khokhr. (1989)
- Euphorbia helioscopia L. var. haussknechtii (Boiss.) Boiss. (1879)
- Euphorbia helioscopia L. var. major Mutel (1836)

### Sinonimi
La specie di questa scheda ha avuto nel tempo diverse nomenclature. L'elenco che segue indica alcuni tra i sinonimi più frequenti:
- Euphorbia dominii Rohlena (1905)
- Euphorbia helioscopioides Loscos & Pardo (1863)
- Galarhoeus helioscopius (L.) Haw
- Tithymalus helioscopia (L.) Hill

### Specie simili
- Euphorbia geniculata Ortega: è una specie originaria dell'America tropicale che però sta naturalizzandosi in Sicilia; si differenzia per le foglie che sono lungamente picciolate ed hanno dimensioni più grandi (fino a 8 cm di lunghezza), mentre quelle superiori avvolgono le ombrelle[3].
- Euphorbia cuneifolia Guss. : il portamento è molto simile alla specie di questa scheda; si differenzia nella base delle foglie che è allargata in due orecchiette abbraccianti il picciolo.

## Usi
- Sostanze presenti e proprietà: tutta la pianta contiene un lattice biancastro, amaro e appiccicoso, ma tossico e irritante anche al semplice contatto con la pelle. Sembra che la linfa sia cancerogena. Nella medicina popolare questa pianta trova impiego come febbrifuga (abbassa la temperatura corporea), grazie a una proprietà delle foglie, e antielmintica (elimina svariati tipi di vermi o elminti parassiti intestinali), proprietà delle foglie e anche della radice; mentre anticamente l'olio dei semi si usava come purgante (ma dati i suoi effetti energici ora non viene più usato)[7]. Il lattice veniva inoltre impiegato per lenire gli effetti delle punture d'insetto[8].

## Galleria d'immagini

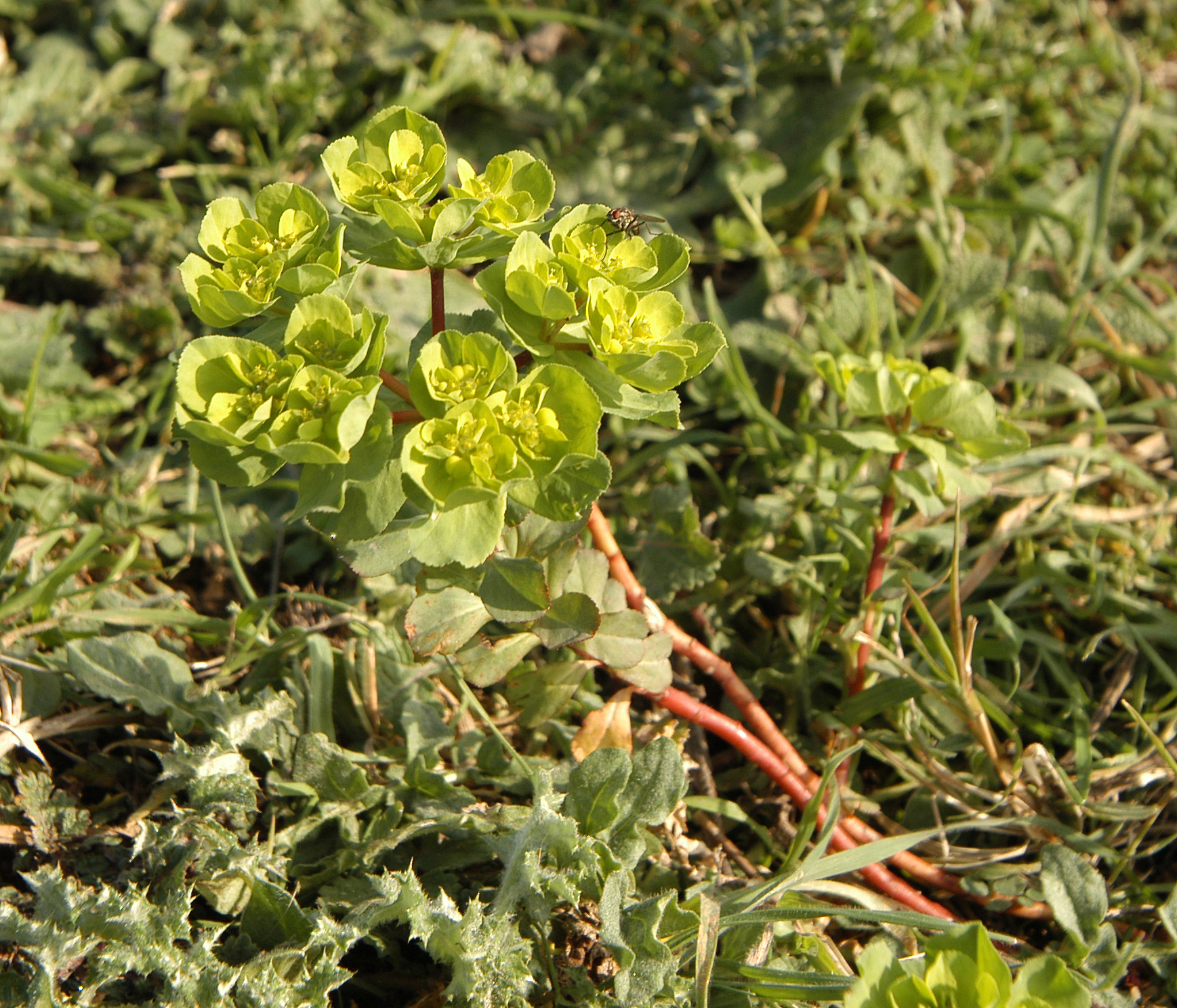
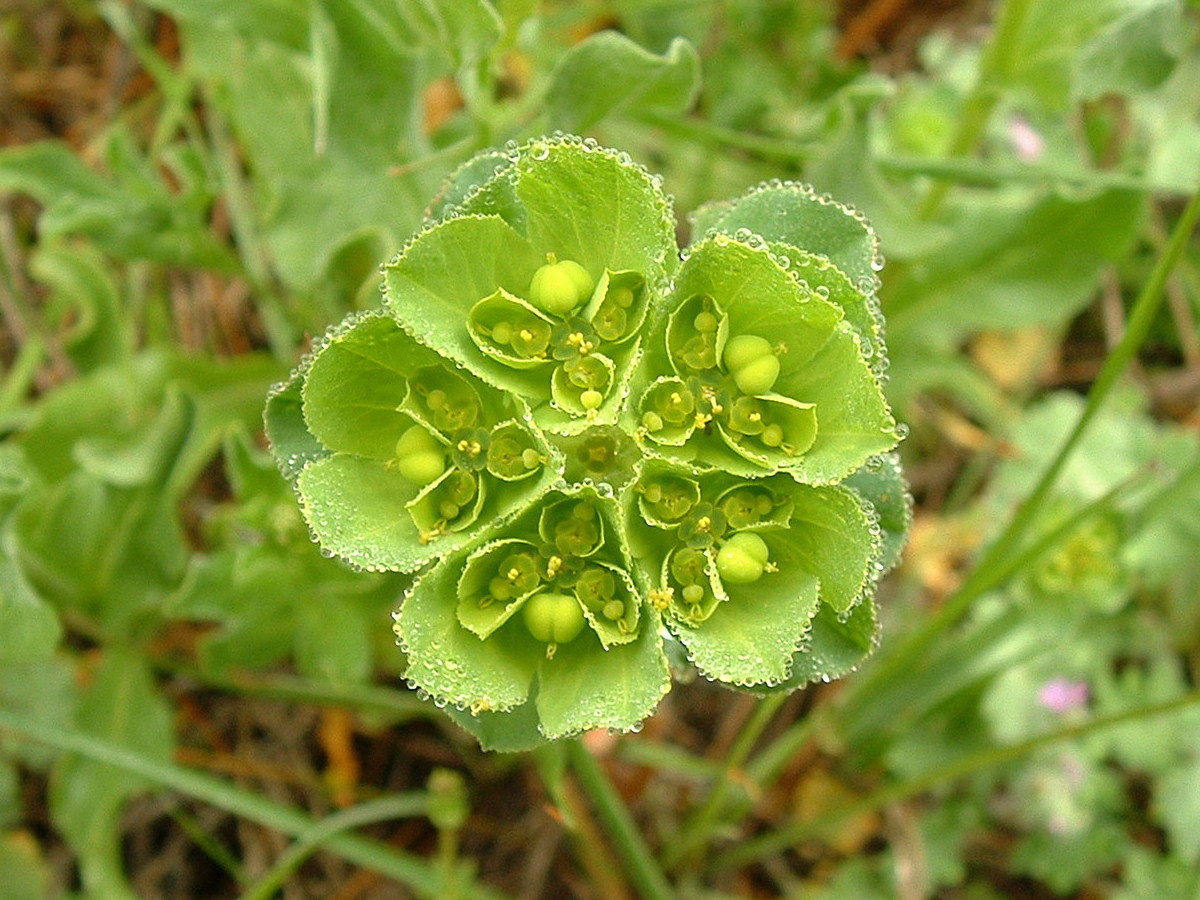
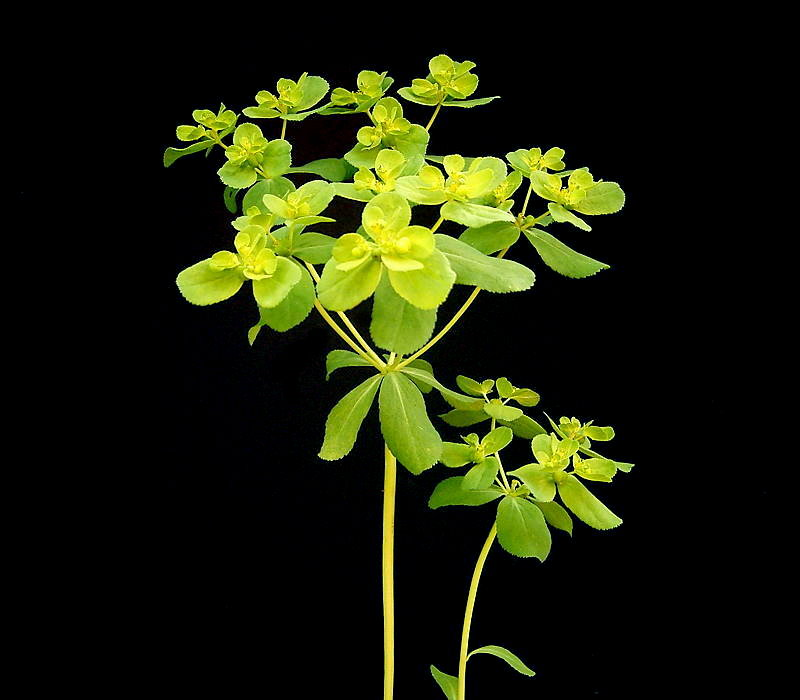
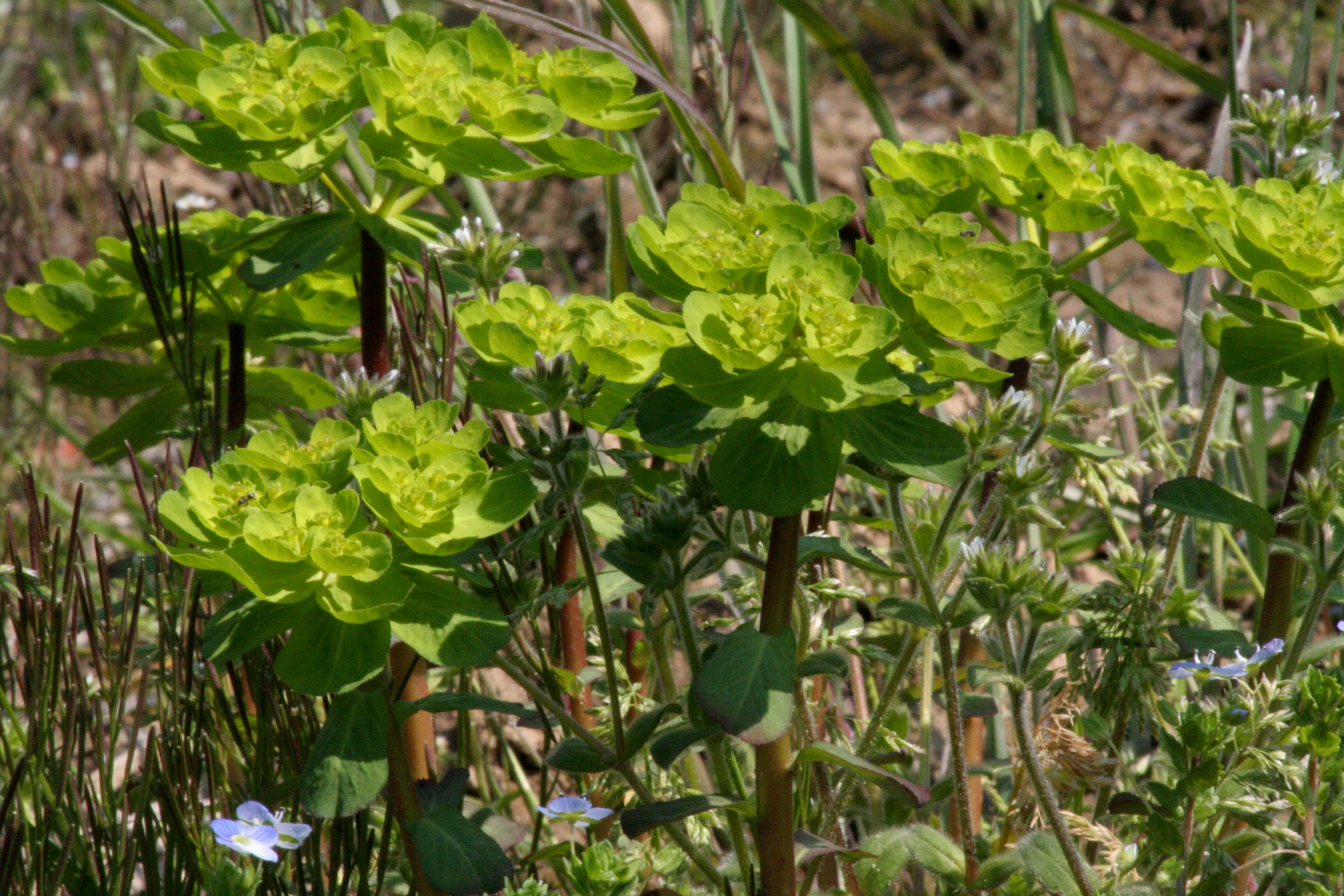
Località: Valbelluna (BL), 350 m s.l.m. - 30-03-2008